# 木暮実千代
木暮 実千代（こぐれ みちよ、1918年1月31日 - 1990年6月13日）は、日本の女優。身長159cm。本名：和田 つま（わだ つま）。

## 来歴・人物

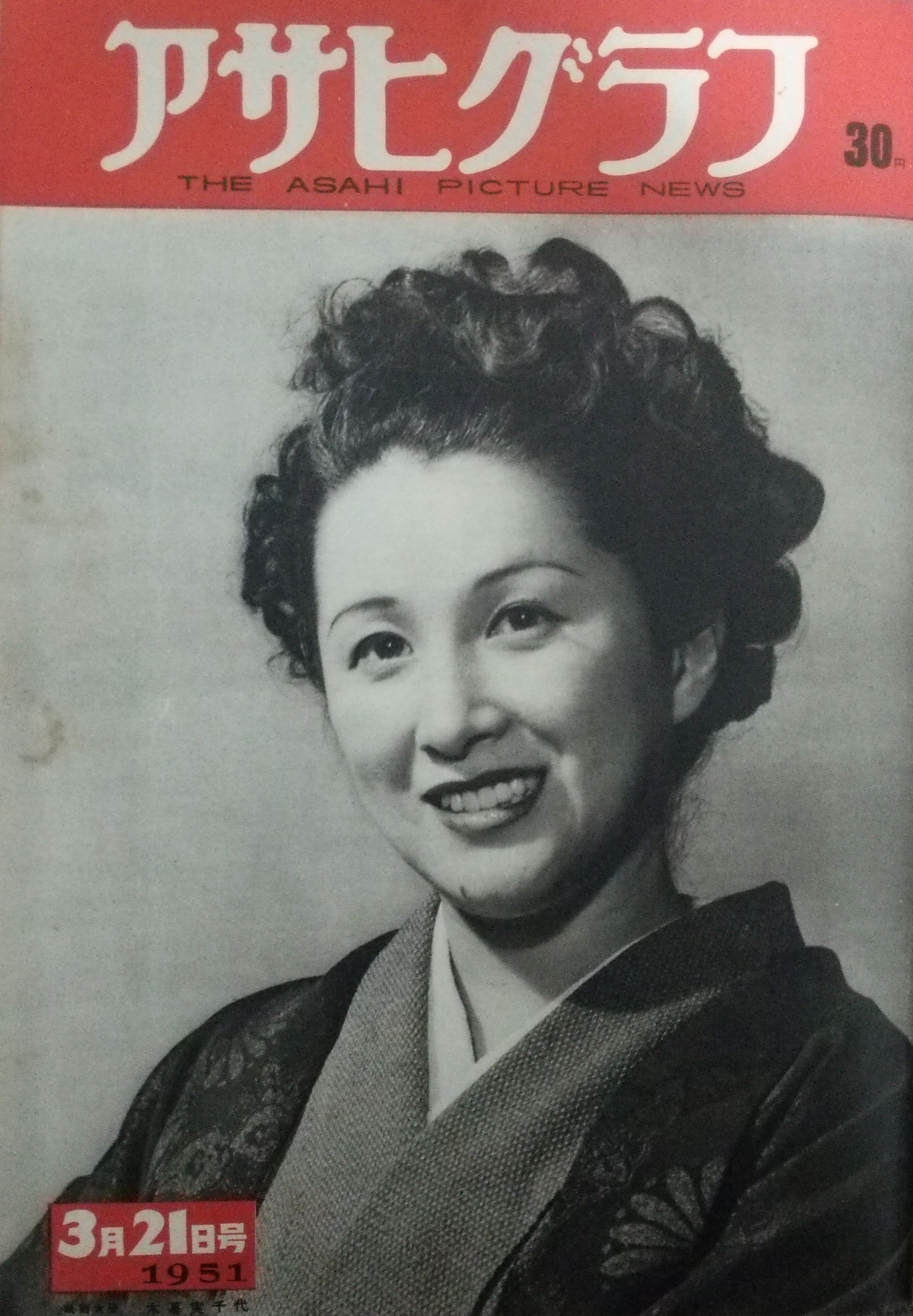
『アサヒグラフ』1951年3月21日号の表紙

父が税関で山口県下関市彦島福浦町で生まれた。英文学者・随筆家の黒川鍾信は甥。梅光女学院を経て日本大学芸術学部に入学。日本大学芸術学部在学中に田中絹代に見出されて、1938年に松竹に入社。松竹入社当時は高峰三枝子、桑野通子、水戸光子らが幹部であったが1年余りで準幹部から幹部に昇進。
日本人離れしたルックスとスタイルに加え、悩殺的でコケティッシュな色気もあり、純情可憐型が主流の松竹では恋敵役が多かった。
1944年、20歳年上の従兄・和田日出吉と結婚。マスコミの仕事に従事する夫の仕事の関係で夫妻とも満洲に渡った。終戦にあたって厳しい道中を乗り越えて帰国し、翌年の1947年松竹に復帰して女優業を再開した。
妖艶な悪女役が多かったが、終戦後の開放された世相の中では精彩を放つ存在となり、特に1949年の『青い山脈』での芸者役で毎日映画コンクール助演女優賞を受賞。妖艶な「ヴァンプ女優」として名を馳せた。
生涯にわたって350本以上の映画に出演した。
CM出演した女優第一号でもあり、ジュジュ化粧品では「マダム・ジュジュ」、三洋電機では「サンヨー夫人」として長年親しまれた。
ボランティア活動にも熱心で、1957年に群馬県にある「鐘の鳴る丘少年の家」の後援会長に就任。
1960年から銀座で社交的に必要な文化的教養、マナー、美容など全般を教えるフィニッシングスクールを開講する。
1967年からミス日本コンテスト事務局理事に就任。
1973年からは法務大臣認定の保護司となった。
1980年には日本中国留学生研修生援護協会常任理事になり、中国留学生を自宅に寄宿させていた。
1990年6月13日、心不全のため死去。享年73（72歳没）。没年月日を以て没後追贈の形で勲四等瑞宝章を授与された。
役柄のイメージとは異なり、実生活では良妻賢母であった。墓所は東京都文京区の龍泉寺。

## エピソード
映画会社にオーディション用の写真を送ったが、採用には至らず、3位には入ったという。これがきっかけで上京の意志を固め、当時文壇を賑わしていた劇作家岸田國士（明治大学文芸科創設に関わる）らに傾倒し、明治大学文学部に入ろうとしたが試験に間に合わず、日本大学芸術学部に入学。日大在学中、江の島のカーニバルの野外劇で「弁天さん」に扮した芝居に出演したのがきっかけで、1938（昭和13）年、在学中、にスカウトされ松竹に入社したのが映画人生の始まりだったという。このときのスカウトから「ワンカットだけ出演してみないか」といわれて、看護婦の一人として出演したのが『愛染かつら』（川口松太郎の同名小説の映画化）の後編『続愛染かつら』（1939年）であった。
自ら「木暮劇団」を率いて年3回地方公演を行い、社会福祉運動の資金集めに奔走した。終戦直後、有楽町のガード下で靴磨きをしていた戦災孤児に「寒いでしょう。さあ、これでなにか温かいものでもお食べなさい。靴は磨かなくていいのよ。体に気をつけてね」と言って100円札を2枚渡した。その少年はのちにアメリカへ渡り、苦学して大学を卒業、高校の教師となった（後年に木暮と交流があり、余命いくばくもない木暮に会うためにアメリカから帰国して再会を果たした）。
通夜の日には保護司として面倒をみた人の「先生!」と泣き叫ぶ人が跡を絶たず、出棺まで泣き続けた人や「ぼくのお母さん!」と叫び泣く中国人留学生たちも大勢いたという。
映画界における「良きライバル」とされた高峰三枝子の息子が1977年に覚醒剤容疑で検挙され、四面楚歌に立たされた高峰親子に暖かい手を差し伸べ、保護司として監督下に置き、立ち直らせた。
檀れいは「溝口健二作品の木暮さんが憧れ」と語っている。
しばしば「小暮実千代」と誤記される。
曽祖父は徳川家の旗本を務め、明治時代に入ってからは東京で「和田牛乳」という牛乳屋を開業した。

## 主な出演

### 映画
- 愛染かつら（1938年・松竹）

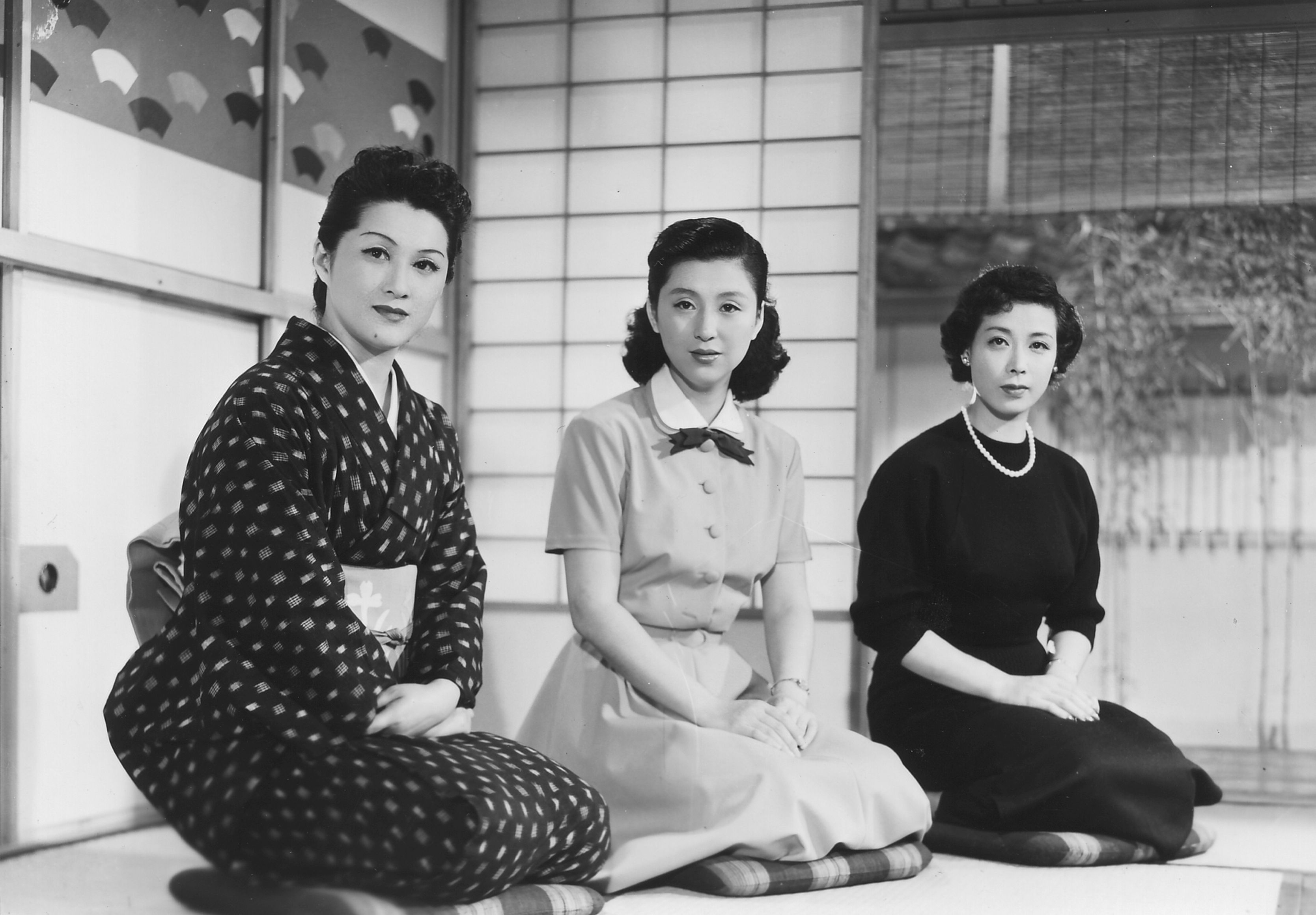
『お茶漬の味』（1952年）

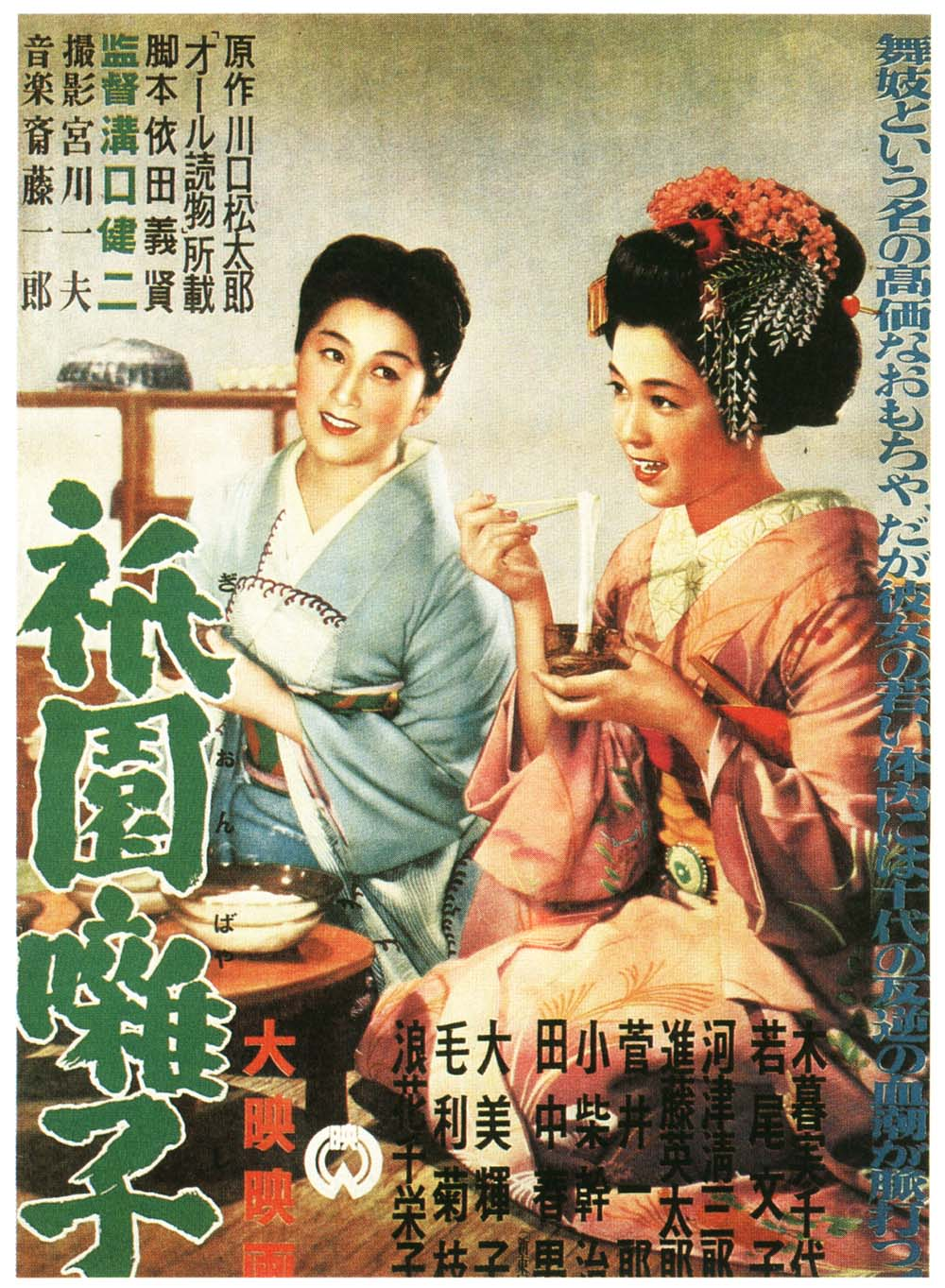
『祇園囃子』（1953年）

- 結婚天気図（1939年・松竹） - 毛利かほる
- 純情二重奏（1939年・松竹） - 河田八千代
- 木石（1940年。共演：夏川大二郎。※VHS化・松竹） - 追川襟子
- 迎春花（1942年・満洲映画。共演：李香蘭）
- 間諜未だ死せず（1942年・満洲映画）
- 愛国の花（1942年・松竹） - 戸倉綾子
- 開戦の夜（1942年・満洲映画）
- 許された一夜（1946年・松竹） - 芙美 ※満洲から引き揚げ、映画復帰した第1作
- 地獄の顔（1947年・松竹） - お浜
- 新婚リーグ戦（1947年・松竹） - 谷妙子
- 消えた死体（1947年・松竹） - 中山美枝子
- 四つの恋の物語（1947年 成瀬巳喜男篇・東宝） - 美津子
- 醉いどれ天使（監督：黒澤明。1948年・東宝） - 奈々江
- 遊侠の群れ（1948年・松竹） - お栄
- 三十三の足跡（1948年・大映） - 中谷よし子
- 三面鏡の恐怖（1948年・大映） - 尾崎嘉代子・尾崎伊都子
- 五人の目撃者（1948年・大映） - 楠田マリ
- 夜のプラットホーム（1948年・大映） - 道代
- 秘密（1948年・松竹） - 紅子
- 花嫁選手（1948年・大映） - 上村慶子
- 金色夜叉前編・後編（1948年・大映） - 赤樫満枝
- 四人目の淑女（1948年・松竹）
- 女の闘い（1949年・新東宝） ※共演：高峰三枝子
- 花の素顔（1949年・松竹） - 麻美子
- 悲恋模様（1949年・松竹） - 泉美麻子
- 海の野獣（1949年・松竹） - 静江
- 地獄の貴婦人（1949年・東宝） - 壬生夫人
- 青い山脈（監督：今井正。1949年・東宝） - 梅太郎（笹井とら）
- 続青い山脈（1949年・東宝） - 梅太郎（笹井とら）
- 鍋島怪猫伝（1949年･新東宝） - お豊
- 花も嵐も（1949年・松竹） - 筒井奈津子
- 石中先生行状記 （1950年・新東宝） - 山崎モヨ子
- 帰郷（1950年・松竹） - 高野左衛子
- 執行猶予（1950年・東映）
- 女性対男性（1950年・東宝） - 坂口喜久子
- 雪夫人絵図（監督:溝口健二。1950年・新東宝） - 信濃雪
- 童貞（1950年・松竹）
- 純白の夜（監督：大庭秀雄。1951年・松竹） - 村松郁子
- 自由学校（1951年・大映） - 南村駒子
- 孔雀の園（1951年・新東宝） - 浅沼紀代
- 熱砂の白蘭（1951年・東宝） - 白蘭
- 風にそよぐ葦 前編・後編（1951年、東横映画） - 葦沢榕子
- 海の花火（監督：木下惠介。1951年・松竹） - 神谷美衛
- 源氏物語（監督：吉村公三郎。1951年・大映） - 藤壺
- 稲妻草紙（1951年・松竹） - おうた
- お茶漬の味 （監督：小津安二郎。1952年・松竹） - 佐竹妙子
- 丘は花ざかり（1952年・東宝） - 高畠信子
- 夢と知りせば（1952年・松竹） - 阿久津絹代
- 赤穂城（1952年・東映） - 大石妻りく
- 離婚（1952年・新東宝） - 相馬道子
- 慟哭（1952年・新東宝） - 神近須英子
- 情火（1952年・松竹） - 合羽屋おらく
- お国と五平（1952年・東宝） - お国
- 弥太郎笠（1952年・新東宝） - お島
- 紅扇（1952年・松竹） - 菊之家菊奴
- 銀二郎の片腕（1953年・新東宝） - 女主人
- 千羽鶴（監督：吉村公三郎。1953年・大映） - 太田夫人
- 女間者秘聞 赤穂浪士（1953年、東映） - 大石りく
- 日輪（1953年。初のカラー映画出演・東映） - 王女ヒミコ
- 祇園囃子（監督：溝口健二。1953年・大映） - 美代春
- 花の講道館（1953年・大映） - お京
- 銭形平次捕物控 金色の狼（1953年・大映） - お夏・お歌
- 魅せられたる魂（1953年・東映） - 川上安子
- 都会の横顔（1953年・東宝） - 村上アサ子
- 青色革命（1953年・東宝） - お須磨さん
- 南国太平記 前篇（1954年・東映） - お由羅
- 続南国太平記 薩南の嵐（1954年・東映） - お由羅
- 疾風愛憎峠（1954年・東映） - お俊
- 叛乱（1954年） - 鈴木侍従長夫人
- 雪の夜の決闘（1954年・大映） - おちか
- ママの日記（1954年・東宝） - 小原道代
- 明日の幸福（1955年・東宝） - 松崎恵子
- リオの情熱（1955年・東宝） - 植村珠江
- 伝七捕物帖 女郎蜘蛛（1955年・松竹） - お千代
- 紋三郎の秀（1955年・新東宝） - お辰
- 伊太郎獅子（1955年・大映） - 千代次
- 続宮本武蔵 一乗寺の決闘（1955年・東宝） - 吉野太夫
- 新・平家物語（監督：溝口健二。1955年・大映） - 泰子（祇園女御）
- 王将一代（監督：伊藤大輔、1955年・新東宝） - 坂田玉江
- 明治一代女（1955年・新東宝） - 叶家お梅
- 次郎物語（1955年・新東宝） - お芳
- 赤穂浪士 天の巻・地の巻（1956年、東映） - 伏見橦木町遊郭の娘
- 幸福はあの星の下に（1956年・東宝） - 萩の家八千代
- 夜間中学（1956年・大映） - 鮮太の母
- 花の渡り鳥（1956年・大映） - 見返りのおぎん
- 鬼の居ぬ間（1956年・東宝） - 丹木秀子
- 花の兄弟（1956年・大映） - 賑のお辰
- 女囚と共に（1956年・東宝） - 千葉やす子
- 飯沢匡作「二号」より ある女の場合（1956年・東宝） - 御園とく
- 霧の音（1956年・大映） - つる子
- 月形半平太 花の巻・嵐の巻（1956年・大映） - 染八
- 祇園の姉妹（1956年・大映） - 美津次
- 赤線地帯（監督：溝口健二。1956年・大映） - ハナエ
- 弥太郎笠（1957年・大映） - お吉
- 桃太郎侍（1957年・大映） - 花房小鈴
- 銭形平次捕物控 女狐屋敷（1957年・大映） - 藤間勘美津
- 銭形平次捕物控 まだら蛇（1957年・大映） - お絹
- 雨情（1957年・東宝） - 野口雨情の妻しづ
- その夜のひめごと（1957年・東宝） - 遠藤さよ
- 曙荘の殺人（1957年・大映） - 栗林須磨子
- 大菩薩峠（第二部）（1958年・東映） - お徳
- 楠公二代誠忠録（1958年・東映） - 楠木正成の妻久子
- 遊狭五人男（1958年・東映） - お藤
- 母三人（1958年・東宝） - ケイ子
- 直八子供旅（1958年・東映） - おなつ
- 清水の佐太郎（1958年・松竹） - 清水の次郎長の妻お蝶
- 天保水滸伝（1958年・松竹） - お豊
- 紅蝙蝠（1958年・松竹） - お滝
- 眠狂四郎無頼控 魔剣地獄（1958年・東宝） - 文字若
- 忠臣蔵（1958年・大映） - 浮橋太夫
- 忠臣蔵 櫻花の巻・菊花の巻（1959年・東映） - 大石りく
- かげろう絵図（1959年・大映） - お美代の方
- ふたりの休日（1959年・東映） - 敏江
- スピード狂時代 命を賭けて（1959年・東映） - 美子
- 榛名ばやし喧嘩鷹（1959年・東映） - お蝶
- 空は晴れたり（1959年・東映） - 宮坂あつ子
- 男が爆発する（1959年・日活） - 伊達兼子
- 風のうちそと（1959年・松竹） - 三木照世
- 母と娘の瞳（1959年・東映） - 虎谷美沙子
- 黒部谷の大剣客（1960年・東映） - お蘭
- 清水港に来た男（1960年・東映） - お袖
- 蒼い海流（1960年・東映） - 四宮信乃
- 親鸞（1960年・東映） - 萬野
- 遙かなる母の顔（1960年・東映） - 飛島光代
- 旗本退屈男 謎の幽霊島（1960年・東映） - 乱れ雲のおりん
- 御存じ いれずみ判官（1960年・東映） - お半
- 遠い一つの道（1960年・東宝） - 桑田順子
- 鳴門秘帖（1961年・東映） - 見返りお綱
- 禁猟区（1961年・松竹） - 小村雪
- 赤い影法師（1961年・東映） - 母影
- 寛美の三等社員（1961年・松竹） - 古川信子
- 赤穂浪士（1961年・東映） - およね
- 鳴門秘帖 完結篇（1961年・東映） - 見返りお綱
- 朝霧街道（1961年・第二東映） - おぎん
- はだかっ子（1961年・東映） - 三浦およし
- 家光と彦左と一心太助（1961年・東映） - お豊
- 宮本武蔵（1961年・東映） - お甲
- 香港の夜（1961年・東宝） - 松山好子
- 若い涙を吹きとばせ（1961年・東映） - 吉村あや子
- 空と海の結婚（1962年・松竹） - 川崎女史
- 婦系図（1962年・大映） - 小芳
- よか稚児ざくら 馬上の若武者（1962年・東映） - しづ
- ちいさこべ（1962年・東映） - お慎
- こまどり姉妹 おけさ渡り鳥（1962年・東映） - 春田きぬ
- 瞼の母（1962年・東映） - おはま
- ひばりの母恋いギター（1962年・東映） - 津山お俊
- べらんめえ芸者と大阪娘（1962年・東映） - 綾子
- 宮本武蔵 般若坂の決斗（1962年・東映) - お甲
- 暗黒街の顔役 十一人のギャング（1963年・東映） - 山之内美和
- 宮本武蔵 二刀流開眼（1963年・東映） - お甲
- 喜劇 とんかつ一代（1963年・東宝） - 田巻おくめ
- わんぱく天使（1963年・東宝） - 山崎千鶴
- 五番町夕霧楼（1963年・東映） - 夕霧楼女将・かつ枝
- こまどりのりんごっ子姉妹（1963年・東映） - 三木武子
- くノ一忍法（1964年・東映） - 阿福
- 鮫（1964年・東映） - 越中の女
- 地獄命令（1964年・東映） - 大松ギン
- 孤独の賭け（1965年・東映） - 太田垣鶴子
- 冷飯とおさんとちゃん（1965年・東映） - 椙女
- 黒い猫（1965年・東映） - 葉室夕子
- 湖の琴（1966年・東映） - 鈴子
- 男度胸で勝負する（1966年・東映） - 小山菊
- 四畳半物語 娼婦しの（1966年・東映） - 立花種子
- 天下の快男児（1966年・松竹)
- 天下の怪男子（1967年・松竹） - 杉田綾子
- 博徒打ち 不死身の勝負（1967年・東映） - 花村スギ
- 若親分を消せ（1967年・大映） - 神部さだ
- 続大奥(秘)物語（1967年・東映） - お民
- 大奥絵巻（1968年・東映） - 中年寄藤尾局
- 渡世人列伝（1969年・東映） - 三田あき
- いい湯だな 全員集合！（1969年・松竹） - お玉
- 日本やくざ伝 総長への道（1971年・東映）ｰお才
- 女渡世人（1971年・東映） - お滝
- 関東緋桜一家（1972年・東映） - お勢
- 三婆（1974年・東宝） - 富田駒代
- ある映画監督の生涯 溝口健二の記録（1975年）※取材協力
- どんぐりッ子（1976年・東宝） - 野呂夫人
- 炎の舞（1978年・東宝） - 久坂玉乃
- 男はつらいよ 翔んでる寅次郎（監督：山田洋次。1979年・松竹） - 入江絹子
- おんな6丁目 蜜の味（1982年・東映） - あずさ
- 刑事物語3 潮騒の詩（1984年・東宝） - 仁科玉江

### テレビドラマ
- 阿部一族（1959年・TBS）
- わが家の楽園（1959年 - 1960年・日本テレビ）
- パパだまってて（1962年 - 1963年・TBS） - 野島千代
- 嫁ぐ日まで「声なき誓い」（1963年・フジテレビ）
- グーチョキパー（1964年・フジテレビ） - ママ（女医）
- 虹の設計（1964年 - 1966年・NHK）
- 母子草（1964年・テレビ朝日）
- 信託水曜劇場 「乳母車」（1965年・フジテレビ）
- 破れ太鼓（1965年・NHK）
- 源氏物語（1965年・毎日放送）-弘徽殿女御（大后）
- 風と樹と空と（1965年・日本テレビ） - 安川弓子
- チコといしょに 第21回「湯豆腐の味」（1965年・日本テレビ）
- 白い巨塔（1967年・テレビ朝日） - 東教授夫人政子
- 刑事さん 第４回「羽田発五一七便」（1967年・テレビ朝日）
- 東京物語（1967年・フジテレビ シオノギテレビ劇場） - 志げ
- あゝ同期の桜 第12回「我ひとり大空に散らん」（1967年・日本テレビ）
- 幕末姉妹（1968年・フジテレビ）
- 女の顔（1968年・TBS）
- 大奥（1968年・関西テレビ） - 矢島局
- 五番町夕霧楼（1968年・フジテレビ系） - 夕霧楼女将・かつ枝
- ざっくばらん（1968年・日本テレビ）
- 女殺し屋 花笠お竜 第9回「女が燃えれば鈴が鳴る」（1968年・テレビ東京）
- あゝ忠臣蔵（1969年・関西テレビ） - 大石りく
- 五番目の刑事 第15回「地獄への片道切符」（1969年・テレビ朝日）
- プロフェッショナル 第2回「お熱いダイヤモンド」（1969年・ＴＢＳ）
- 日本任侠伝 第2シリーズ 第2話「伊那の勘太郎」（1969年・テレビ朝日）
- 五瓣の椿（1969年・フジテレビ おんなの劇場） - おその
- 遠山の金さん捕物帳（1970年 - 1973年・NET）
- 大坂城の女（1970年・関西テレビ） - 淀殿
- 素浪人 花山大吉（テレビ朝日）
  - 第66話「想い出だけが泣いていた」（1970年）
  - 第85話「女が女にふられていた」（1970年）
- 徳川おんな絵巻（1970年 - 1971年・関西テレビ） - 月蓮院
- 大奥恋物語（1971年・フジテレビ） - 天英院
- マドモアゼル通り（1972年 - 1973年） - 緒方クニヨ
- ぼんち（1972年・1972年） - 勢以
- 長谷川伸シリーズ 第11話「三ツ角段平」（1972年・テレビ朝日）
- 加那子という女（1973年・フジテレビ）ｰしげ
- 大久保彦左衛門（1973年 - 1974年・関西テレビ） - 春日局
- 非情のライセンス 第1シリーズ 第38話「兇悪の虚栄」（1973年・テレビ朝日） - 津山いく子
- 銀河テレビ小説 仮縫 （1977年・NHK） - 松平ユキ
- 土曜ワイド劇場（テレビ朝日）
  - 「愛情の証明 新妻に捧げる恐怖のメロディ」（1977年）
  - 「料理教室殺人事件 卵のトリック」（1981年）
  - 「危険な誘拐 貴女ならどうする!?」（1982年） - 岩上かね
- 悪女について（1978年・テレビ朝日） - 富本宮子
- 柳生一族の陰謀（1978年 - 1979年・関西テレビ） - 崇源院お江与
- 草燃える（1979年・NHK大河ドラマ） - 右京局
- 徳川の女たち 第1部（1980年・フジテレビ系） - 築山殿
- 骨肉の森（1981年・テレビ朝日）
- 火曜サスペンス劇場（日本テレビ）
  - 「空白迷路」（1982年）
  - 「家族の中の他人」（1982年）
  - 「狂った信号」（1984年）
- ポーラテレビ小説 / 千春子（1983年 - 1984年、TBS） - 津島まさ
- ザ・サスペンス 第61回「山之内家の惨劇」（1983年・TBS）
- 木曜ゴールデンドラマ（読売テレビ）
  - 「嫁・嫁・姑」（1984年）
  - 「嫁と姑の隣人戦争Ⅲ」（1986年）

### バラエティー
- ダイハツクイズ そうですちがいます（1962年 - 1963年・フジテレビ）
- テレビ銀婚式 すてきな夫婦（1965年・日本テレビ） - 司会役
- ライオンのいただきます（1984年 - 1989年・フジテレビ） - ゲスト（準レギュラー）

## 著書
- おしゃれ学入門 : 身も心も10歳若返るための本（佼成出版社・1973年刊）
- 生きているって素晴らしい 笑いと涙の闘病記（アイペック・1989年12月刊）ISBN 4-87047-087-X

## 関連文献
- 東京牛乳物語～和田牧場の明治・大正・昭和（黒川鍾信著・新潮社・1998年5月1日）ISBN 978-4104234011
- 木暮実千代 知られざるその素顔（黒川鍾信著・日本放送出版協会・2007年5月）ISBN 4-14-081194-3